# Platyceps najadum
Platyceps najadum là một loài rắn trong họ Rắn nước. Loài này được Eichwald mô tả khoa học đầu tiên năm 1831.

## Hình ảnh

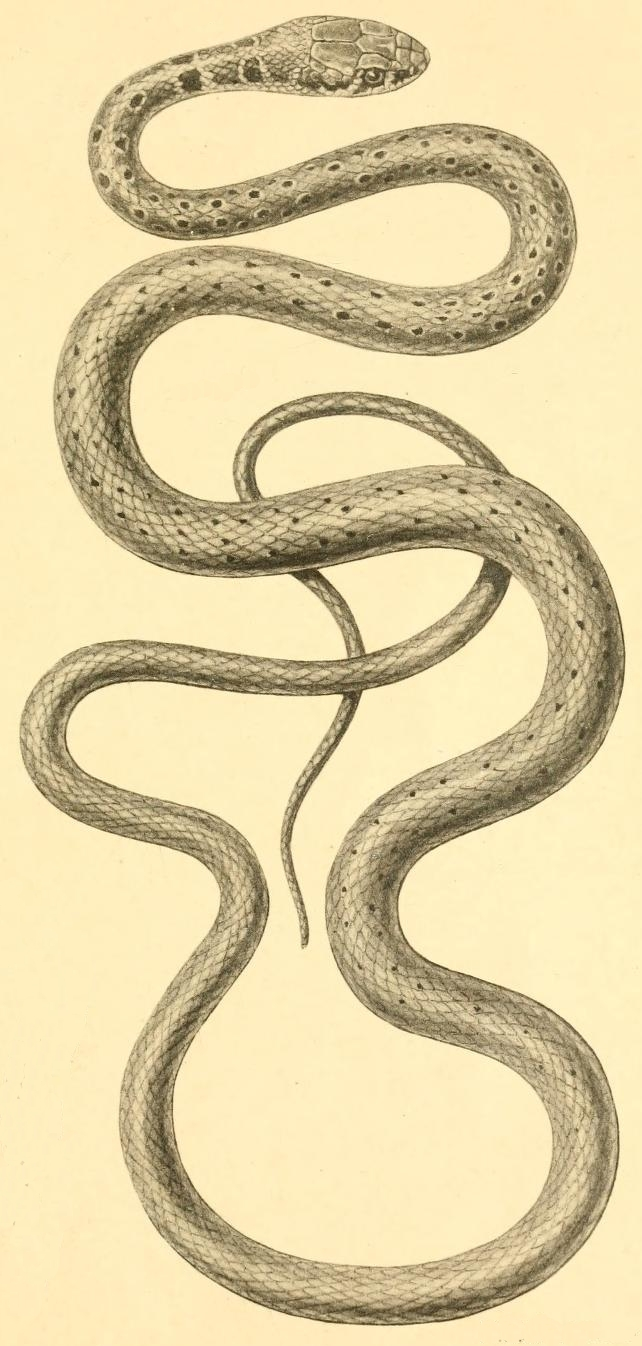